# Currie Cup 1954
La Currie Cup de 1954 fue la vigésimo quinta edición del principal torneo de rugby provincial de Sudáfrica.
El campeón fue el equipo de Western Province quienes obtuvieron su décimo octavo campeonato.

## Participantes

### Fase Final
| Equipo             | Título            |
| ------------------ | ----------------- |
| Western Province   | Ganador Sección A |
| Orange Free State  | Ganador Sección B |
| Northern Transvaal | Ganador Sección C |

### Semifinal
| 1954 | Orange Free State | 8 - 9 | Northern Transvaal |  |  |

### Final
| 1954 | Western Province | 11 - 8 | Northern Transvaal | Ciudad del Cabo, |  |

### Campeón
| Bandera de Sudáfrica     |
| Campeón Western Province |
| Décimo octavo título     |